# Crangonidae
De Crangonidae vormen een familie van tienpotigen uit de infraorde van de garnalen (Caridea).

## Kenmerken
Deze bodembewonende dieren zijn in staat om van kleur te veranderen dankzij pigmentcellen (chromatoforen) in hun lichaam. De carapax is aan de voorkant uitgetrokken in een kort, dolkvormig, gaafrandig rostrum. Ze hebben een waaiervormige staart, goed ontwikkelde facetogen en lange antennen. De twee voorste pootparen bevatten scharen. Het zijn alleseters.

## Geslachten
- Aegaeon Agassiz, 1846
- Argis Krøyer, 1843
- Crangon Fabricius, 1798
- Lissocrangon Kuris & Carlton, 1977
- Lissosabinea Christoffersen, 1988
- Mesocrangon Zarenkov, 1965
- Metacrangon Zarenkov, 1965
- Neocrangon Zarenkov, 1965
- Notocrangon Coutière, 1900
- Paracrangon Dana, 1852
- Parapontocaris Alcock, 1901
- Parapontophilus Christoffersen, 1988
- Philocheras Stebbing, 1900
- Placopsicrangon Komai & Chan, 2009
- Pontocaris Spence Bate, 1888
- Pontophilus Leach, 1817
- Prionocrangon Wood-Mason, 1891
- Pseudopontophilus Komai, 2004
- Rhynocrangon Zarenkov, 1965
- Sabinea Ross, 1835
- Sclerocrangon G.O. Sars, 1883
- Syncrangon J.N. Kim & Hayashi, 2003
- Vercoia Baker, 1904

## In Nederland waargenomen soorten
- Geslacht Crangon
  - Crangon allmanni
  - Crangon crangon – Gewone garnaal
- Geslacht Philocheras
  - Philocheras fasciatus – Gebandeerde stompkopgarnaal
  - Philocheras trispinosus